# Anita Andrzejewska
Anita Andrzejewska (ur. 5 marca 1970 w Toruniu) – polska artystka fotograf. Członkini Związku Polskich Artystów Fotografików. Projektantka książek, autorka ilustracji książek dla dzieci.

## Życiorys
Anita Andrzejewska jest absolwentką grafiki Akademii Sztuk Pięknych w Krakowie. Studia (w latach 1989–1994) ukończyła z wyróżnieniem w pracowni wklęsłodruku profesora Andrzeja Pietscha i aneksem do dyplomu „Cytaty” w pracowni fotografii profesora Zbigniewa Łagockiego. W 1995 roku została stypendystką Miasta Krakowa w dziedzinie twórczości fotograficznej, w 2002 roku została stypendystką Ministerstwa Kultury.
Mieszka i pracuje w Warszawie. Jest autorką i współautorką wielu wystaw fotograficznych, indywidualnych i zbiorowych w Polsce i za granicą, m.in. w Japonii, USA, Turcji, Hiszpanii, Niemczech, Czechach, Grecji, Słowacji.
Szczególne miejsce w twórczości Anity Andrzejewskiej zajmuje analogowa fotografia czarno-biała. Jest prowadzącą i uczestniczką wielu projektów, warsztatów, spotkań, sympozjów fotograficznych i ilustratorskich. Uczestniczyła m.in. (w latach 1996–1997) w międzynarodowych warsztatach światłodruku w Lipsku w Niemczech. W 2006 roku brała udział w warsztatach, w rezydencji fotograficznej Pour l’Instant w Niort we Francji. Od 2006 roku prowadzi kurs fotografii na Politechnice Krakowskiej.
Brała udział w projektach artystyczno-społecznych łączących Europę i Azję. Prowadziła warsztaty plastyczne dla dzieci w indyjskim Ahmedabadzie, kilkakrotnie odwiedziła Iran, gdzie współtworzyła projekty fotograficzno-literackie w Teheranie, Isfahanie, Szirazie, Jazdzie. Jest laureatką wielu nagród, m.in. w konkursie na projekt fotograficzny dla amerykańskiego Santa Fe Center for Visual Arts.
W 1996 roku Anitę Andrzejewską przyjęto w poczet członków Okręgu Krakowskiego Związku Polskich Artystów Fotografików, w tym samym czasie została członkinią stowarzyszenia twórczego „Grupa 13”.

## Wybrane wystawy indywidualne
- „Portrety krakowianek”; Instytut Francuski, Kraków, Instytut Polski, Lipsk, Niemcy (1995)
- „Patrząc do góry nogami”; Muzeum Azji i Pacyfiku, Warszawa (1997), Galeria Olympia, Miesiąc Fotografii, Kraków (2002), Miesiąc Fotografii, Bratysława, Słowacja (2003)
- „Miejsca”; Galeria Pusta, Katowice (2004), Warszawski Festiwal Fotografii Artystycznej, Galeria7, Ostrawa, Czechy (2005)
- „Ślady obecności”; Muzeum Historii Podgórza, Kraków (2006)
- „Footprints”; Galeria Sztuki Wozownia, Toruń (2007)
- „Delam tange”; Galeria Persja, Kraków (2007)
- „Light of Iran, Soul of Persia”; M55 Gallery, Ateny, Grecja (2009)
- „Patrząc"; Fotofestiwal – Łódź (2011)
- „Patrząc"; Galeria Pauza – Kraków (2011)
- „Patrząc"; Galeria Refleksy – Warszawa (2011)
- „Niespiesznie"; Galeria Leica – Warszawa (2014)
- „Niespiesznie"; Galeria FF – Łódź (2014)
- „Niespiesznie"; Wozownia – Toruń (2014)
- „Eloge de la vie"; Galeria Pusta – Jaworzno (2015)
- „The Butterfly Soul"; Galeria ZPAF – Kraków (2020)[26]
- „Outside In"; Muzeum Etnograficzne – Rzeszów (2022)[27]

Źródło